# Pithecellobium micradenium
Pithecellobium micradenium är en ärtväxtart som beskrevs av George Bentham. Pithecellobium micradenium ingår i släktet Pithecellobium och familjen ärtväxter. Inga underarter finns listade i Catalogue of Life.